# Johannes Debus
Johannes Debus (in amtlichen Dokumenten Johannes Debus X.) (* 24. Dezember 1879 in Buchenau/Lahn; † 24. Februar 1966 ebenda) war ein deutscher Bürgermeister und Politiker. 

## Leben
Er gehörte für die SPD von 1914 bis 1933 und nach 1948 der Gemeindevertretung an und war ebenfalls Vorsitzender beziehungsweise stellvertretender Vorsitzender des Kreistages des Kreises Biedenkopf. Als Gewerkschaftssekretär der SPD wurde er im Juli 1944 im Zusammenhang mit dem Attentat auf Hitler von der Gestapo verhaftet und im Gefängnis in Frankfurt am Main verhört. Nach zehn Tagen wurde er freigelassen, da man ihn unschuldig gesprochen hatte.
Debus gehörte 1946 der verfassungberatenden Landesversammlung Groß-Hessen an. Wegen seiner Verdienste im Hinterland in den ersten Nachkriegsjahren erhielt er 1954 das Bundesverdienstkreuz am Bande und die Auszeichnung Gemeindeältester der Gemeinde Buchenau, 1957 die Freiherr-vom-Stein-Plakette sowie 1962 die Ehrenplakette des Kreises Biedenkopf.